# جزیره کبودان
جزیرهٔ کَبودان یا قویون آداسی یکی از جزایر دریاچه ارومیه است که از سال ۱۳۴۶ خورشیدی توسط سازمان حفاظت محیط زیست یک منطقهٔ حفاظت شده اعلام شده‌است. این جزیره و سایر جزایر دریاچهٔ ارومیه به جز جزیرهٔ شاهی اکنون به پارک ملی تبدیل شده‌است. در پارک ۳۲۰۰ هکتاری کبودان انواع پستانداران از قبیل موش صحرایی، قوچ‌ومیش و پلنگ زندگی می‌کنند. پوشش گیاهی جزیره استپی است و بخش‌هایی از جزیره پوشیده از جنگل‌های پسته کوهی، بادام کوهی و گیاهانی شامل گوجهٔ وحشی، جو وحشی، اُرس کوهی و دم‌اسبی است. این جزیره همچنین زیستگاه انواع پرندگان از جمله فلامینگو، مرغ سقا، تنجه، آنقوت و کاکایی است.
چشمه دامدامه با آبدهی ۳۰۰ لیتر در شبانه‌روز و قنات کهریز با آبدهی ۳۸۰ لیتر در شبانه‌روز از منابع آبی کبودان هستند. جزیرهٔ کبودان با خشکسالی روبه‌رو است. انتقال و ذخیرهٔ آب به‌صورت دستی انجام می‌شود.

## پیشینه
بهروز خان‌محمدی کارشناس ارشد باستان‌شناسی دانشگاه تهران و ابراهیم خرازی کارشناس تاریخ دانشگاه ارومیه در مقاله‌ای که در سال ۱۳۹۱ منتشر کردند به کشف آثار تاریخی ایلخانی در جزیره کبودان دریاچه ارومیه اشاره کرده‌اند. در بررسی یک روزه آنان در شرق جزیره، محوطه باستانی شناسایی شد که از چندین اثر تاریخی شامل بقایای بناهای مسکونی، قبرستان قدیمی، قنات تاریخی و مسیر انتقال آب به وسیله تنبوشه‌های سفالی تشکیل شده بود.
آثار ساخت‌وسازها، محوطه‌ای به ابعاد ۱۲۰ در ۸۰ متر مربع را شامل می‌شود که از ردیف سنگ‌های لاشه‌ای و قلوه‌ای تشکیل شده‌اند. به فاصله حدود ۵۰ متری جنوب این بناها، آثار قبرستان تاریخی با سنگ قبرهایی که به روی آن‌ها نقوش متعددی ایجاد شده بود به دست آمد. علاوه بر این در دامنه غربی کوه و مشرف به این آثار بقایای قنات تاریخی با هفت دهانه چاه که به فاصله تقریبی ۱۵ متر از یکدیگر بودند شناسایی شدند که مظهر آن به منبع آبی در بخش جنوبی متصل شده‌است.
در اثر عقب‌نشینی آب دریاچه در ساحل جزیره و به فاصله حدود ۱۵۰ متری بناهای مسکونی مسیر انتقال آب به وسیله تنبوشه‌های سفالی که قطر تقریبی آن‌ها ۱۰ و طول آن‌ها ۴۳ سانتی‌متر است شناسایی شد که به‌صورت پراکنده در ساحل دریاچه قرار گرفته‌اند و به نظر می‌رسد محورهایی را تعریف می‌کنند.
در زمان قاجار، ملک قاسم میرزا، پسر فتحعلی‌شاه گوسفندهای وحشی ارمنی را به جزیره کبودان آورد و در آن رها کرد تا این جزیره را تبدیل به شکارگاه شخصی خود و دوستانش کند.
ملک قاسم میرزا که مادرش دختر امامقلی خان بیگلربیگی افشار ارومیه، فردی تحصیل کرده و آشنا به زبان‌های فرانسه، انگلیسی و روسی بود، در دوران عباس میرزا و محمدشاه به حکومت شهرهای مختلف آذربایجان از جمله ارومیه، منصوب شد. او تصمیم به توسعه کشتیرانی در دریاچه ارومیه گرفت. او به وسیله صنعتگران روسی که از بنادر دریای خزر به شیشوان آورده بود کشتی کوچکی ساخت و در دریاچه به آب انداخت. همچنین برای آبادانی جزایر دریاچه به تأسیس مهاجرنشین در جزیره کبودان مبادرت ورزید.
در دوران سلطنت ناصرالدین‌شاه او نخستین کشتی بخار را در دریاچه به آب انداخت. ملک قاسم میرزا یک کشتی بادی اختصاصی با کابینی مجلل داشت که فاصله شیشوان تا ارومیه را در سه روز می‌پیمود. او از این کشتی برای سفر به جزیرهٔ کبودان و شکار در آن‌جا استفاده می‌کرد. با افزایش تعداد گوسفندان و میش‌ها در جزیرهٔ کبودان او به این محل قویون‌داغی می‌گفت که در ترکی به معنی «کوه میش» است.
اشرف پهلوی نیز در ساحل شرقی جزیرهٔ کبودان دریاچه ارومیه، ویلای کوچکی ساخته بود تا روزهایی را در وسط دریاچه بگذراند. این ویلای کوچک در سال ۱۳۵۳ در کنار محیطبانی اداره کل حفاظت محیط زیست آذربایجان غربی در جزیرهٔ کبودان احداث شده‌است.
اشرف پهلوی یک بار در سال ۱۳۵۳ و یک بار در سال ۱۳۵۴ با بهروز وثوقی و هر بار به مدت ۴ تا ۵ روز در آن ویلا اقامت گزیدند. کلیه وسایل ویلا و مبلمان آن خارجی و به ویژه ایتالیایی و فرانسوی هستند که به صورت دست‌نخورده به جای مانده‌اند و هم‌اکنون در اختیار اداره کل حفاظت محیط زیست آذربایجان غربی است.